# 경사형 엘리베이터

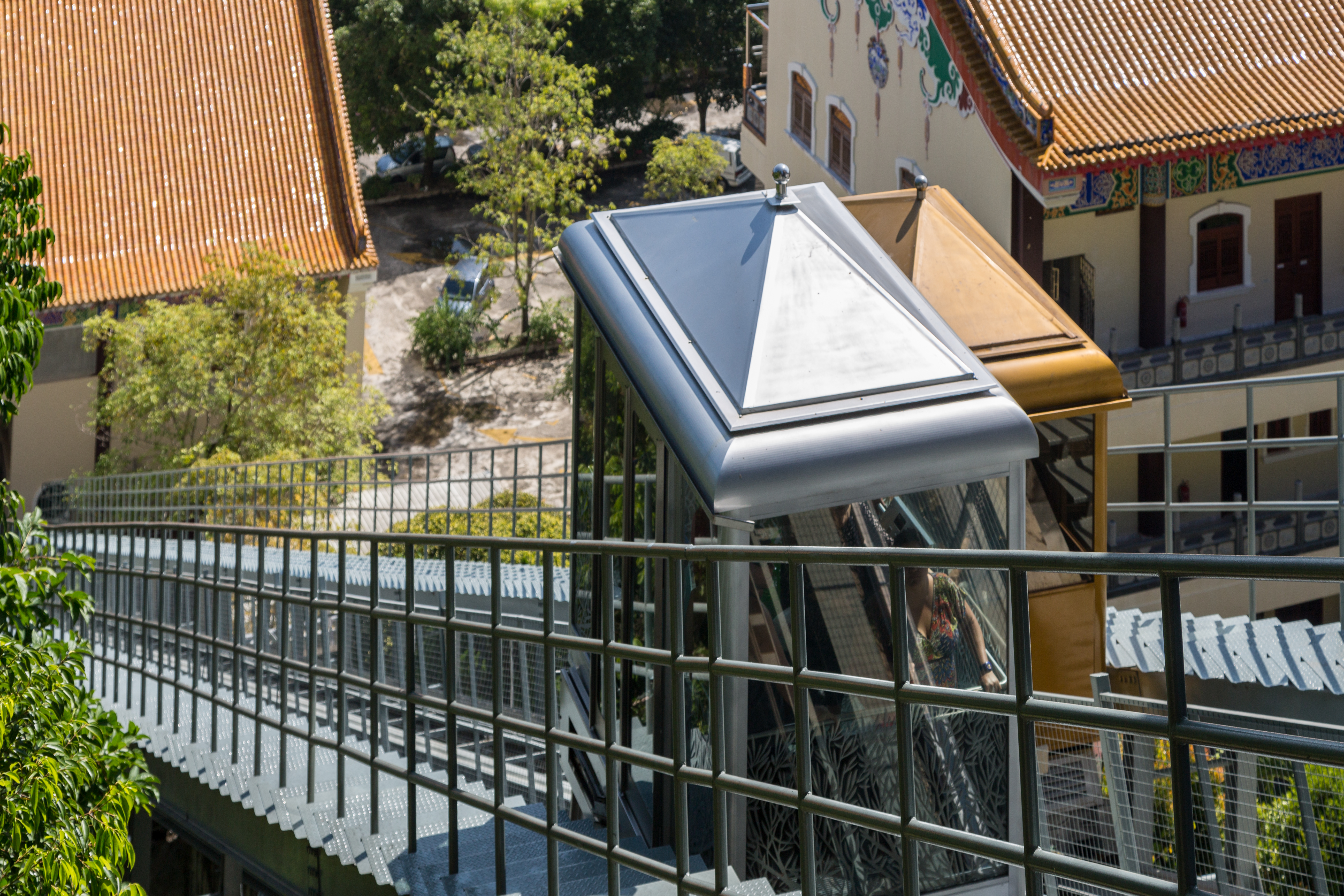

경사형 엘리베이터는 지면 대각선 방향으로 달리는 엘리베이터이다. 표준 엘리베이터와 달리, 경사형 엘리베이터는 경사를 따라 이동할 수 있다. 경사형 엘리베이터의 목적은 이용자에게 최소한의 노력으로 가파른 언덕과 경사면에 대한 접근성을 제공하는 것이다. 경사형 엘리베이터는 케이블 철도의 한 형태이다.

## 같이 보기
- 케이블카
- 강삭철도
- 엘리베이터